# Roosevelt Lodge
Le Roosevelt Lodge est un lodge américain situé dans le comté de Park, dans le Wyoming. Protégé au sein du parc national de Yellowstone, il a été construit à compter de 1919 dans le style rustique du National Park Service. Il constitue aujourd'hui la pièce maîtresse du district historique de Roosevelt Lodge, un district historique inscrit au Registre national des lieux historiques depuis le 4 avril 1983 et constitué de 143 bâtiments. Il est géré par Xanterra Travel Collection sous le nom de Roosevelt Lodge & Cabins.